# Shirazeh Houshiary
Shirazeh Houshiary (* 15. Januar 1955 in Schiraz, Iran) ist eine aus dem Iran stammende britische Künstlerin, Malerin und Bildhauerin. Sie lebt in London.

## Leben
Houshiary ging 1974 nach London und studierte von 1976 bis 1979 am Chelsea College of Art and Design. Nach Beendigung des Studiums war sie von 1979 bis 1980 Nachwuchsgelehrte (Junior Fellow) am College of Art in Cardiff. Ihre erste Einzelausstellung wurde 1980 am Chapter Arts Centre in Cardiff präsentiert.
Ihre Werke waren erstmals 1982 für ein breiteres Publikum auf der Biennale di Venezia in der dortigen Sektion „Kunst gegen AIDS“ ausgestellt. Frühe Werke wie The Earth is an Angel (1987) zeigten den Einfluss der Lyrik des Sufismus und dabei besonders von Dschalal ad-Din ar-Rumi, einem persischen Mystiker und einer der bedeutendsten persischsprachigen Dichter des Mittelalters. Mit Temple of Dawn (1987) war sie bei den Skulptur Projekten in Münster vertreten. Dagegen waren ihre späteren Arbeiten wie The Enclosure of Sanctity (1993) strenger und legten den Schwerpunkt mehr auf geometrische Formen. In der Verbindung von westlicher geometrischer Abstraktion, Sufismus und islamischer Zahlenmystik lassen sich Bezüge zwischen den Skulpturen Shirazeh Houshiarys und den Arbeiten der in den USA ausgebildeten, iranischen Künstlerin Monir Shahroudy Farmanfarmaian herstellen.
Nachdem Shirazeh Houshiary 1993 erneut auf der Biennale di Venezia ausstellte, erhielt sie 1994 eine Nominierung für den Turner Prize für ihre Ausstellungen in Newcastle upon Tyne, London, Kanada und den Vereinigten Staaten.
Ihre Ausstellung Isthmus wurde als vom British Council geförderte europäische Wanderausstellung zunächst im Le Magasin – Centre National d'Art Contemporain Grenoble sowie anschließend im Museum Villa Stuck in München, im Bonnefantenmuseum in Maastricht und später auch an der Hochschule für angewandte Kunst Wien gezeigt. Dabei wurden für jedes Museum spezifische Werke der Künstlerin ausgewählt, die zwischen 1992 und 1995 entstanden waren, und die einen Bezug zur Architektur und der Geschichte der jeweiligen Institution herstellten.
Ihre Skulpturen sind außerdem im Museum of Modern Art in New York City, der Tate Gallery of Modern Art in London sowie im Lentos in Linz zu sehen.
Shirazeh Houshiary, die in London lebt und arbeitet, gehört neben Tony Cragg, Richard Deacon, Barry Flanagan, Antony Gormley, Anish Kapoor, Julian Opie und Bill Woodrow zu den bekanntesten Vertretern der sogenannten New British Sculpture, einer Gruppe von Künstlerinnen und Künstlern, die in den 1980er Jahren ihre bildhauerische Arbeit begannen und erstmals in der 1967 von Nicholas Logsdail gegründeten Lisson Gallery in London ausstellten.

## Ausstellungen (Auswahl)
- 1980: Shirazeh Houshiary, Chapter Arts Centre, Cardiff
- 1983: Shirazeh Houshiary, Galerie Grita Insam, Wien
- 1984: Shirazeh Houshiary, Lisson Gallery, London
- 1993: Dancing Around My Ghost, Camden Arts Centre, London
- 1995: Isthmus, Museum Villa Stuck, München
- 1995: Isthmus, Bonnefantenmuseum, Maastricht
- 1999: Shirazeh Houshiary, Lehman Maupin Gallery, New York
- 2000: Self-Portraits, Lisson Gallery, London
- 2003: Shirazeh Houshiary, Tate Liverpool
- 2007: The Paradise (28), The Douglas Hyde Gallery, Dublin
- 2013: Breath, Jhaveri Contemporary, Mumbai
- 2015: Smell of First Snow, Lisson Gallery, London
- 2021: A Thousand Folds, Lehman Maupin Gallery, New York
- 2023: Rhizome, The Long Museum, Shanghai

## Publikationen
- Turning Around the Center. University of Massachusetts, Amherst 1993.
- Isthmus. Museum Villa Stuck, München 1995 (Katalog der gleichnamigen Ausstellung, 25. Juli bis 24. September 1995).
- Smell of First Snow. Lisson Gallery, London 2015.
- The Grains Whirl and the Ripples Shift. Espace Muraille, Genf 2016.
- Nothing is deeper than the Skin. Lisson Gallery, New York 2017.
- A Thousand Folds. Lehman Maupin, New York 2021.

## Quelle
- Chambers Biographical Dictionary, S. 753, Edinburgh 2002, ISBN 0-550-10051-2